# واو (ترانه زارا لارسن)
«واو» (انگلیسی: Wow) ترانه‌ای از خوانندهٔ سوئدی زارا لارسن است. این ترانه به عنوان یک تک‌آهنگ تبلیغاتی توسط تن میوزیک گروپ و اپیک رکوردز در ۲۶ آوریل سال ۲۰۱۹ منتشر شد. این ترانه توسط مارشملو تهیه‌کنندگی شده و یکی از ترانه‌سرایان آن است. این ترانه در فیلم نتفلیکس ورک ایت (۲۰۲۰) استفاده شد و لارسن اعلام کرد که این ترانه در ۲۶ اوت سال ۲۰۲۰ به عنوان تک‌آهنگ منتشر خواهد شد. «واو» سومین تک‌آهنگ از سومین آلبوم استودیویی لارسن است. نسخهٔ ریمیکس این ترانه که سابرینا کارپنتر در آن حضور دارد، در ۲۵ سپتامبر سال ۲۰۲۰ منتشر شد.